# Grand Prix Sakhiru Formuły 1
Grand Prix Sakhiru – eliminacja rozgrywana w ramach sezonu 2020 Mistrzostw Świata Formuły 1.

## Historia
W związku z pandemią COVID-19 kalendarz sezonu 2020 uległ znaczącym modyfikacjom. 25 sierpnia 2020 władze Formuły 1 poinformowały, że w Bahrajnie odbędą się dwa Grand Prix: Grand Prix Bahrajnu oraz Grand Prix Sakhiru. 28 sierpnia poinformowano, że Grand Prix Sakhiru odbędzie się na zewnętrznej nitce toru Bahrain International Circuit.

## Zwycięzcy Grand Prix Sakhiru
| Sezon | Kierowca     | Konstruktor  | Tor                           |        |
| ----- | ------------ | ------------ | ----------------------------- | ------ |
| 2020  | Sergio Pérez | Racing Point | Bahrain International Circuit | Wyniki |
| Sezon | Kierowca     | Konstruktor  | Tor                           |        |